# Almas ukhaa
Almas ukhaa — вид ящеротазових динозаврів родини Троодонтиди (Troodontidae), що описаний у 2017 році. Динозавр існував у кінці крейдового періоду (75—71 млн років тому) на території сучасної Азії. Описаний міжнародною командою палеонтологів по частковому скелету, що знайдений у відкладеннях формації Дядохта у пустелі Гобі на півдні Монголії.

## Назва
Родова назва Almas з монгольської мови означає «дика людина» (Альмас — людиноподібна істота, персонаж монгольського фольклору). Видова назва ukhaa дана на честь селища Ухаа Толгод, поблизу якого знайдено рештки динозавра.

## Скам'янілості
Скам'янілі рештки динозавра виявлені у 1993 році спільною експедицією Американського музею природознавства та Монгольської академії наук. Над вивченням та описом динозавра працювали Пей Руй, Марк Норелл, Даніель Барта, Габріель Бевер, Майкл Піттмен та Сюй Сін.
Голотип IGM 100/1323 складається з часткового скелета з черепом. Череп добре зберігся, але виявлений окремо від інших кісток. Частини кришки черепа, як і нижні щелепи, були від'єднані від решти голови. Посткраніальний скелет містить три крижових хребці, одинадцять хвостових хребців, ребра, частини тазу та частини задньої кінцівки, в яких відсутні пальці.